# Callistemon phoeniceus
Callistemon phoeniceus là một loài thực vật có hoa trong Họ Đào kim nương. Loài này được Lindl. mô tả khoa học đầu tiên năm 1839.

## Hình ảnh

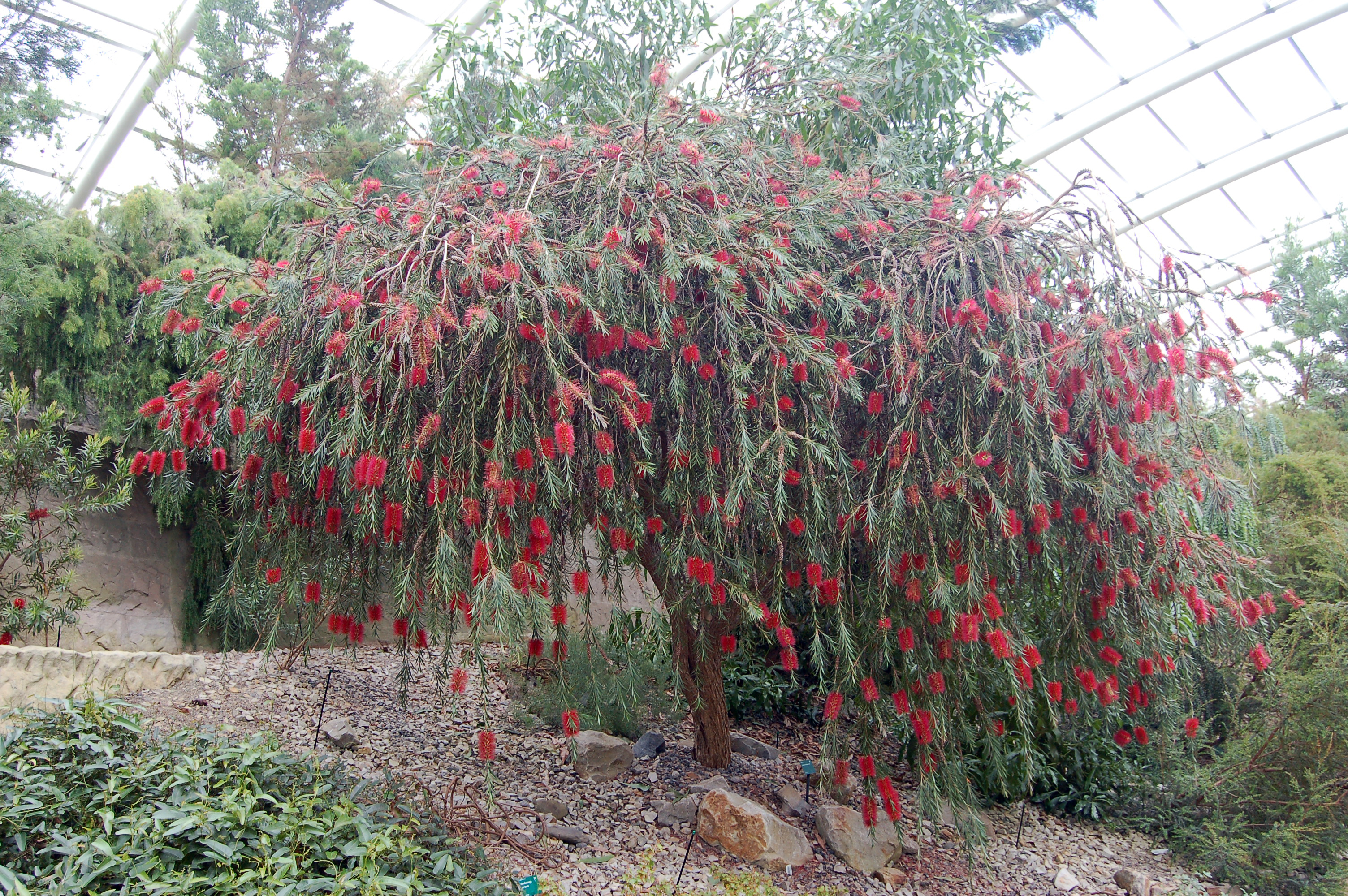
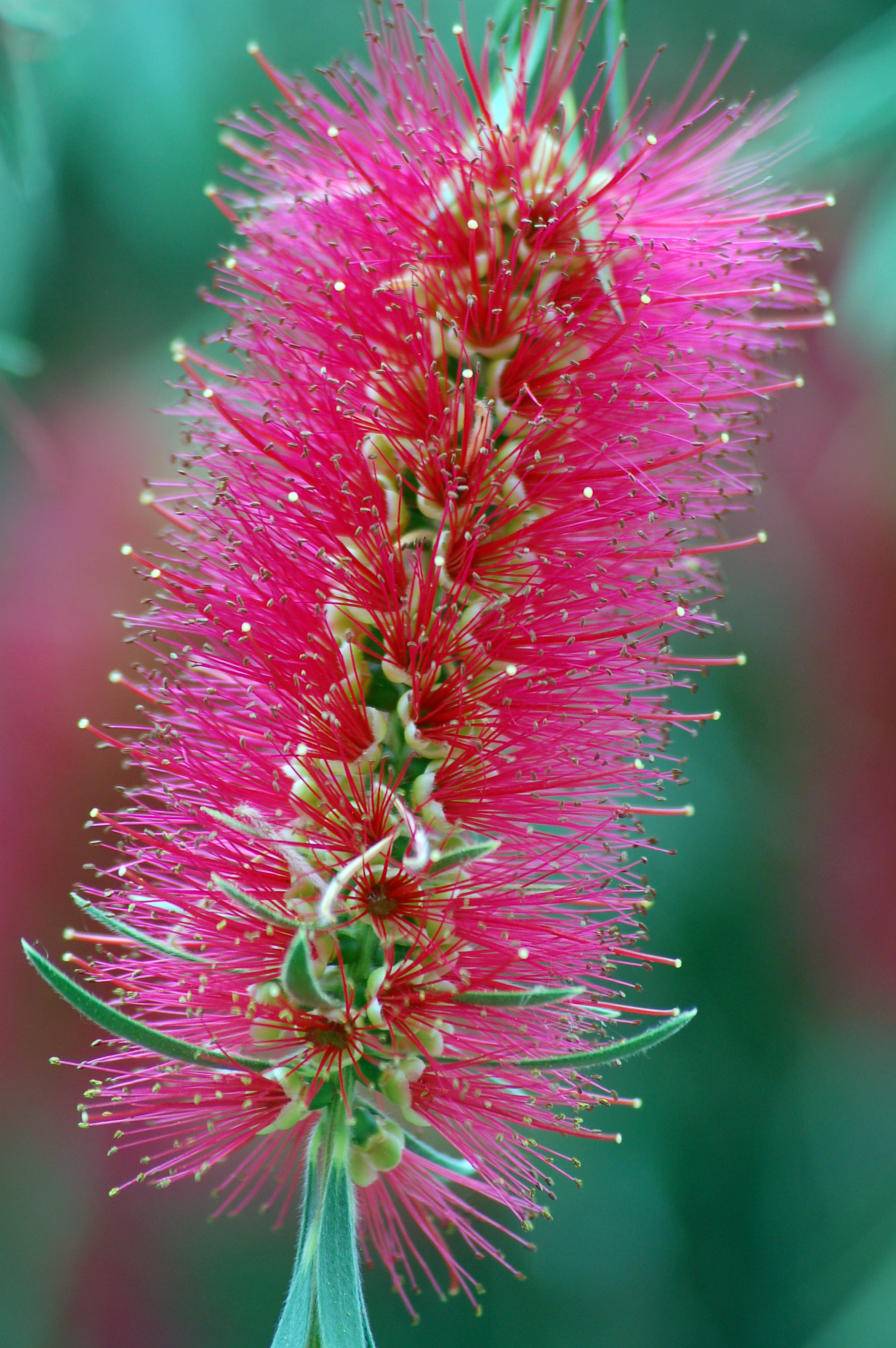